# Záhřebská mešita
Záhřebská mešita je největší chorvatskou mešitou. Islámská střední škola dr. Ahmeda Smajloviće a kulturní centrum se nachází přímo v jejím areálu. Stavba začala v roce 1981 a byla dokončena v roce 1987.
Sultán bin Muhammad Al-Qasimi, emír emirátu Šardžá, přispěl na její stavbu částkou 2,5 milionu amerických dolarů. V roce 1983 také navštívil islámskou komunitu v Záhřebu.